# Asterix på olympiaden (film)
Asterix på olympiaden (franska: Astérix aux Jeux olympiques) är en belgisk-fransk-italiensk-spansk-tysk film från 2008 som bygger på seriealbumet med samma namn av René Goscinny och Albert Uderzo från 1968.
Den hade urpremiär i Frankrike den 13 januari 2008 och Sverigepremiär den 2 februari 2008.

## Handling
Asterix och Obelix måste vinna de olympiska spelen för att den unge Gallien Alafolix ska få gifta sig med prinsessan Irina och slåss mot den hemska Brutus som också vill ha Irinas hand.
Efter flera tester måste Brutus och Alafolix tävla i ett vagnlopp för att se vem som vinner Irinas hand. Brutus vinner, men Asterix anklagar Julius Caesars son för att ha druckit trolldrycken, såväl som hans hästar. Genom att visa att Brutus och hans hästar har blå tunga på grund av ett färgämne som är inkorporerat i trolldrycken av Panoramix, vänds situationen och Alafolix utses till vinnare av detta test. De gifter sig och en stor bankett anordnas för bröllopet, under stjärnhimlen.

## Medverkande
- Clovis Cornillac – Asterix
- Gérard Depardieu – Obelix
- Benoît Poelvoorde – Brutus
- Alain Delon – Julius Caesar
- Stéphane Rousseau – Alafolix
- Vanessa Hessler – prinsessan Irina
- Jérôme Le Banner – Cornedurus
- José Garcia – Couverdepus
- Franck Dubosc – Assurancetourix
- Jean-Pierre Cassel – Panoramix
- Michael Herbig – Pasunmotdeplus
- Santiago Segura – Docteurmabus
- Nathan Jones – Humungus
- Zinédine Zidane – Numérodix
- Michael Schumacher – Schumix
- Tony Parker – Tonus Parker
- Jamel Debbouze – Numérobis
- Sim – Agecanonix
- Adriana Karembeu – Madame Agecanonix
- Jean Todt – Shumixs chef
- Amélie Mauresmo – Amélix
- Elie Simoun – domaren Omega
- Luca Bizzarri – domaren Alpha
- Paolo Kessisoglu – domaren Beta
- Francis Lalanne – Francis Lalanix
- Jean-Pierre Castaldi – en centurion
- Stéphane De Groodt – Numéric
- Íñigo Navares – Patafux
- Luis Valdivieso Capell – Nésousix
- Dany Brillant – spegelälskaren
- Arnold Overhaart – Stopix
- Majid Mumtaz Ahmad – Lettrebis – egyptisk journalist
- Mónica Cruz – Esmeralda
- Vincent Moscato – löparen från Rhodos
- Michail Krasnoborov Redwood – Moveric Ferrari
- Pierre Tchernia – speaker

### Svenska röster
- Fredrik Hiller – Asterix
- Allan Svensson – Obelix
- Henrik Dorsin – Brutus
- Nils Eklund – Miraculix
- Jakob Stadell – Kärix
- Gunnar Ernblad – Julius Caesar
- Julia Dufvenius – Prinsessan Irina
- Richard Carlsohn – Troubadix
- Fredde Granberg – Durus Musculus
- Johan Hedenberg – Doktormabus
- Ole Ornered – Ondus
- Steve Kratz – Envisus
- Dick Eriksson – Tystus
- Stephan Karlsén – Majestix
- Jennie Jahns – Adriana
- Fredrik Dolk – Argas
- Peter Gröning – Alfa
- Andreas Rothlin Svensson – Beta
- Kristian Ståhlgren – Tonus Parker
- Johan Svangren – Omega
- Jan Modin – Jean Todt
- Peter Sjöquist – Michael Schumacher
- Daniel Melén – Patafix
- Teodor Runsiö – Nésouzix
- Göran Gillinger – Numerobis

- Dialogregissör – Maria Rydberg
- Översättare – Helena Lindgren
- Inspelningstekniker – Robert Iversen
- Producent – Svend Christiansen
- Svensk version producerad av Sun Studio[11][12]

## Produktion
Filmen spelen spelades nästan helt in i Ciudad de la Luz biografkomplex (det största i Europa), nära Alicante i sydöstra Spanien från juni till oktober 2006, på en budget på cirka 32 miljoner euro. Denna plats valdes bland flera i Europa och Nordafrika, särskilt på grund av klimatsituationen och de enorma nya faciliteter som redan finns för att ta emot stora uppsättningar, såsom den olympiska stadion med en längd på 300 m och som kräver mer än 450 personer. För att få producenterna att välja Spanien framför Marocko betalade regionen Valencia mer än 5 miljoner euro till produktionen som anlitade franska eller Madrid-tekniker.